# 上恩方町
上恩方町（かみおんがたまち）は東京都八王子市の地名。丁番を持たない単独町名であり、住居表示未実施区域。郵便番号は192-0156（恩方郵便局管区）。

## 地理
八王子市西部、北浅川の中・上流に位置する。上恩方町全域が東京都立高尾陣場自然公園に指定されている。東は下恩方町、西は神奈川県相模原市緑区佐野川・西多摩郡檜原村本宿、南は裏高尾町、北は小津町・あきる野市戸倉にそれぞれ接している。

### 河川
- 北浅川
  - 醍醐川
  - 案下川
  - 駒木沢
  - 板当川

## 歴史

### 沿革
- 1639年（寛永16年） - 恩方村が上恩方村と下恩方村に分かれたとされている。
- 1889年（明治22年）4月1日 - 町村制施行により、神奈川県南多摩郡下恩方村、上恩方村、西寺方村、小津村が合併し恩方村が成立する。
- 1893年（明治26年）4月1日 - 南多摩郡が北多摩郡、西多摩郡とともに東京府へ編入する。
- 1943年（昭和18年）7月1日 - 東京都制施行。
- 1955年（昭和30年） - 恩方村が八王子市に編入合併。
- 1956年（昭和30年） - 大字上恩方が上恩方町となる。

## 世帯数と人口
2017年（平成29年）12月31日現在の世帯数と人口は以下の通りである。
| 町丁     | 世帯数  | 人口  |
| -------- | ------- | ----- |
| 上恩方町 | 372世帯 | 765人 |

## 小・中学校の学区
市立小・中学校に通う場合、学区は以下の通りとなる。
| 番地        | 小学校                   | 中学校               |
| ----------- | ------------------------ | -------------------- |
| 1〜1360番地 | 八王子市立恩方第一小学校 | 八王子市立恩方中学校 |
| その他      | 八王子市立恩方第二小学校 | 八王子市立恩方中学校 |

## 交通

### 路線バス
西東京バス恩方営業所により、JR中央本線・京王電鉄京王高尾線・高尾駅北口1番乗り場から「美32」系統が陣馬高原下バス停まで運行されている。かつては京王八王子駅・JR八王子駅北口から「陣15」系統として陣馬高原下まで直通していたが、2006年9月1日の市内西部の路線バス網再編により廃止され、高尾駅北口発着の系統に代替されている。なお、下恩方町の大久保バス停から終点まで（上恩方町内のバス停すべて）は、4月1日～11月30日の休日を除き自由乗降方式となる（詳細）。

### 道路・橋梁
- 東京都道521号上野原八王子線（陣馬街道）
  - 和田峠
- 板当林道

## 施設

### 観光地
- 夕やけ小やけふれあいの里
- 陣馬山
- 要倉山（549.3m）
- 醍醐丸（862.7m）市内最高所
- 陣馬高原キャンプ場

### 教育
- 八王子市立恩方第二小学校
- 八王子市立恩方中学校

### 郵便局
- 上恩方郵便局

### 寺院・神社
- 興慶寺
- 福源寺
- 宮尾神社

### 史跡
- 高留番所跡
- 夕焼小焼の碑
- 醍醐遺跡